# 2016年リオデジャネイロオリンピックのエジプト選手団
2016年リオデジャネイロオリンピックのエジプト選手団（2016ねんリオデジャネイロオリンピックのエジプトせんしゅだん）は、2016年8月5日から8月21日にかけてブラジルのリオデジャネイロで開催された2016年リオデジャネイロオリンピックのエジプト選手団、およびその競技結果。

## 概要
今大会は銅メダル3個を獲得した。
テコンドー女子57kg級ではヘダヤ・マラクが銅メダルを獲得した。オリンピックのテコンドー競技でエジプト女子選手がメダルを獲得したのは初めて。

## メダル
| メダル | 選手名           | 競技                 | 種目       |
| ------ | ---------------- | -------------------- | ---------- |
| 銅     | モハメド・イハブ | ウエイトリフティング | 男子77kg級 |
| 銅     | サラ・アフメド   | ウエイトリフティング | 女子69kg級 |
| 銅     | ヘダヤ・マラク   | テコンドー           | 女子57kg級 |